# I Was a Secret Bitch
Pour plus de détails, voir Fiche technique et Distribution.
I Was a Secret Bitch ("隠れビッチ"やってました, "Kakure Bicchi" Yattemashita) est un film japonais réalisé par Kōichirō Miki, sorti en 2019. Le film est adapté du best-seller éponyme de la mangaka Piroyo Arai, partiellement autobiographique.

## Résumé
Hiromi, 26 ans, est mignonne, innocente et réservée. Son caractère charmant séduit tous les hommes qu'elle croise. Du moins en apparence ! Car Hiromi, en réalité, est une femme manipulatrice qui se joue de la gente masculine en affectant d'être douce et adorable. Dès qu'un prétendant la courtise, elle flirte avec lui mais ne va jamais plus loin, tirant profit de son amour jusqu'à le briser !
Hiromi prend plaisir à constater l'emprise qu'elle possède sur les hommes et construit entièrement son estime d'elle-même dans son rapport nocif à autrui. Ainsi, son objectif n'est pas de profiter de la romance ou du sexe mais bien de recueillir l'affection des autres avant de les abandonner... Cette attitude lui a valu d'être surnommée la « Secret Bitch » par ses colocataires et amis, Akira Kojima et Aya Kimura.
Lorsqu'elle fait la connaissance de son nouveau collègue Tsuyoshi Andō, Hiromi sent son cœur vaciller pour la première fois. Mais entre son passé traumatique et les barrières qu'elle a érigées autour d'elle, est-elle vraiment prête à prendre le risque de ne plus être la « Secret Bitch » ?

## Fiche technique
- Titre original : "隠れビッチ"やってました ("Kakure Bicchi" Yattemashita?)
- Titre anglophone international : I Was a Secret Bitch
- Réalisation : Kōichirō Miki
- Assistant réalisateur : Akihiro Onodera
- Scénario : Kōichirō Miki, d'après le manga éponyme de Piroyo Arai
- Direction artistique : Hidefumi Hanatani
- Décors : Tomomi Nishio
- Costumes : Chizuru Komatsu
- Photographie : Yoko Itakura
- Montage : Tomoko Hiruta
- Son : Genichi Tsushima
- Musique : Erina Koyama
- Éclairages : Shuji Sugimoto
- Production : Naoya Kinoshita, Mitsuru Kurosawa, Yurie Oguro, Yukiko Shii
- Société de production et de distribution : Kino Films
- Pays d'origine : Japon
- Langue originale : japonais
- Genre : drame, comédie romantique
- Durée : 112 minutes
- Date de sortie :
  -  Japon : 6 décembre 2019

## Distribution
- Yui Sakuma : Hiromi Arai[1]
  - Rin Furukawa : Hiromi Arai enfant
- Nijirō Murakami : Akira Kojima
- Suzuka Ōgo : Aya Kimura
- Yuuta Koseki : Tsuyoshi Andō
- Mirai Moriyama : Mitsuaki Misawa
- Tomoya Maeno : Toshimitsu Kawada
- Jin Katagiri : Yuji Nagata
- Yasuyuki Maekawa : Kenta Kobashi
- Shuntaro Yasu : Seiji Sakaguchi
- Junki Tozuka : Masakatsu Funaki
- Masaru Kasamatsu : Akira Tagami
- Hito Tanaka : Jun Akiyama
- Kenshiro Iwai : Morishima
- Hiroshi Yamamoto : Le patron d'Hiromi
- Makiko Watanabe : Ryoko Arai
- Ken Mitsuishi : Yuji Arai